# グロリアス (GLAYの曲)
「グロリアス」は、GLAYの8枚目のシングルである。1996年1月17日にプラチナム・レコードから発売された。

## 概要
- 2ndアルバム『BEAT out!』の先行シングル。
- 今作で、シングルとして初のオリコントップ10入りを果たした。また、50万枚以上の売り上げも記録した。
- この曲の製作時に於ける裏話が、HISASHIの単行本『ありがとう』に掲載されている[1]。

## 収録曲
| 全編曲: GLAY・佐久間正英。 |                                         |           |           |       |
| #                          | タイトル                                | 作詞      | 作曲      | 時間  |
| 1.                         | 「グロリアス」                          | TAKURO    | TAKURO    | 4:52  |
| 2.                         | 「Believe in fate」                     | TAKURO    | TAKURO    | 4:11  |
| 3.                         | 「グロリアス （オリジナル・カラオケ）」 |           |           | 4:52  |
| 合計時間:                  | 合計時間:                               | 合計時間: | 合計時間: | 13:55 |

## 楽曲解説
1. グロリアス
  - TAKURO曰く「自分以外の誰かを主人公にした初めての曲」であり、ボーカルも当時のキャリアの中で最高傑作と賞賛している。また、「『SPEED POP』の頃の緊張した、カッチリとした姿では無く、レコーディングスタジオのロビーで「あぁしようよ、こうしようよ」と言ってるような姿、またその空気を感じてほしい」とも述べている[2]。
  - TERUも「無理しないで出せる声を使おうよっていうのが、最終的に決まって。妥協じゃなくて、いい意味で余裕のある歌になりましたね。」と語っている[2]。
2. Believe in fate
  - TAKURO曰く「ヘンな曲にしたかった」との事で、転調を交えつつも「グロリアスよりキャッチー」で、玄人がニヤリとするような曲にしたかった、との事。また、「普通の人はまずムリだと思う。難しいよ、この曲は。まぁ、この曲はGLAYにしかできない曲であり、GLAYしかやらないような曲。目のつけどころがGLAYでしょ？っていうところがてんこ盛りでしょ。」とも語っている[2]。
3. グロリアス （オリジナル・カラオケ）

## 収録アルバム
グロリアス
- BEAT out!
- REVIEW-BEST OF GLAY
- DRIVE-GLAY complete BEST
- THE GREAT VACATION VOL.2 〜SUPER BEST OF GLAY〜
- BEAT out! Anthology (リミックスバージョン)
- REVIEW II -BEST OF GLAY-
- DRIVE 1993〜2009 -GLAY complete BEST

Believe in fate
- rare collectives vol.1
- BEAT out! Anthology (リミックスバージョン)